# Selahattin Ülkümen
Selahattin Ülkümen (Antioquia, 14 de gener de 1914 - Istanbul, 7 de juny de 2003) va ser un diplomàtic turc que es va destacar per salvar els jueus del Holocaust. Es troba entre els Justos entre les Nacions.
Nascut en temps otomans, Ülkümen va ser Cònsol General de Turquia a Rodes, illa de Rodes, sota l'ocupació alemanya durant la Segona Guerra Mundial, on va salvar 42 famílies jueves atorgant passaports de Turquia i organitzant viatges amb barques a la costa turca.
El 18 de febrer de 1944, a conseqüència del bombardeig aeri de dos avions alemanys al Consolat de Turquia de l'illa, van morir dos treballadors del Consolat. La seva dona, Mihrinnisa Ülkümen, embarassada, va quedar malferida i ell va veure limitada parcialment la seva pròpia mobilitat. El mateix any va tenir un fill, Mehmet Ufuk Ülkümen, de la seva dona Mihrinnisa que va morir a causa de les ferides del atac sis mesos després (i una setmana després del part). Segons Ufuk Ülkümen, el seu pare va dir «Ben insani vazifemi yaptım. Bugün aynı şeyleri tekrar yaşasam, tekrar aynı şekilde davranırdım» (turc per "Jo vaig complir amb el meu deure humà. Si tornés a viure les mateixes coses, avui actuaria de la mateixa manera.")
Ülkümen va publicar les seves memòries el 1993.
El 1989 es va convertir en el primer musulmà en rebre el premi "Justos entre les Nacions".